# 270 a.C.

## Eventos
- Caio Genúcio Clepsina, pela segunda vez, e Cneu Cornélio Blasião, cônsules romanos.

## Mortes
- Epicuro de Samos, filósofo grego.
- Pirro de Elis, filósofo cético fundador do Pirronismo